# Badminton-Südamerikameisterschaft 1985
Die Badminton-Südamerikameisterschaft 1985 fand vom 1. bis zum 5. November 1985 in Buenos Aires statt. Es war die zweite Auflage der Turnierserie, wobei nur die Herrenwettbewerbe ausgetragen wurden.

## Sieger und Platzierte
| Disziplin    | Gold                                                                       | Silber                                                             | Bronze                                               |
| ------------ | -------------------------------------------------------------------------- | ------------------------------------------------------------------ | ---------------------------------------------------- |
| Herreneinzel | Roy Ong Sioe Khing                                                         | Guillermo Pefaur                                                   | Hwang Chi Fong                                       |
| Herrendoppel | Luis Manuel Barreto Roy Ong Sioe Khing                                     | Guillermo Pefaur Horacio Pozzo                                     | Vincent Lo Anwar Luthan                              |
| Herrenteam   | Brasilien Luis Manuel Barreto Michel Bex Hwang Chi Fong Roy Ong Sioe Khing | Argentinien Vincent Lo Anwar Luthan Guillermo Pefaur Horacio Pozzo | Uruguay Fernando Damiani Pedro Damiani Diego Degradi |

## Teams
| Team        | Pld | W | L | MF | MA | MD | Pts | resultat |
| ----------- | --- | - | - | -- | -- | -- | --- | -------- |
| Brasilien   | 2   | 2 | 0 | 6  | 0  | +6 | 2   | 1.       |
| Argentinien | 2   | 1 | 1 | 3  | 3  | 0  | 1   | 2.       |
| Uruguay     | 2   | 0 | 2 | 0  | 6  | −6 | 0   | 3.       |